# 2622 Bolzano
2622 Bolzano eller 1981 CM är en asteroid i huvudbältet som upptäcktes den 9 februari 1981 av den slovakiske astronomen L. Brožek vid Kleť-observatoriet. Den har fått sitt namn efter den österrikiske matematikern Bernhard Bolzano.
Asteroiden har en diameter på ungefär 14 kilometer och den tillhör asteroidgruppen Eos.